# 刘峰 (材料学家)
刘峰，西北工业大学教授，中华人民共和国教育部长江学者特聘教授，从事非平衡相变过程控制与组织形成理论研究。

## 生平
2001年获西北工业大学工学博士学位。2005年起任西北工业大学材料学院教授。

## 荣誉
- 中国国家杰出青年科学基金获得者
- 中国教育部长江学者特聘教授
- 中国国家百千万人才工程国家级人选
- 中国青年科技奖
- 中国教育部自然科学奖一等奖